# Lucjusz Skryboniusz Libon (konsul 34 p.n.e.)
Lucius Scribonius Libo – polityk rzymski z I w. p.n.e., konsul w 34 p.n.e., stronnik Pompejusza a potem Marka Antoniusza.

## Życiorys
Lucjusz Skryboniusz Libon był synem Lucjusza Skryboniusza Libona, bratem Skrybonii, żony Oktawiana Augusta, ojcem Lucjusza Skryboniusza Libona i Skrybonii, a tym samym teściem Sekstusa Pompejusza, syna Pompejusza Wielkiego.
Był politycznym stronnikiem Pompejusza co najmniej od połowy lat 50. p.n.e. Prawdopodobnie pełnił urząd kwestora w Hiszpanii Dalszej między 61 a 59 p.n.e. oraz pretora w 52 p.n.e. Odpowiednio wcześniej zapewne sprawował trybunat i edylat.
W czasie wojny domowej w 49 p.n.e. dowodził jego wojskami w Etrurii w walce z Cezarem. W wyniku rosnącego poparcia dla Cezara i jego szybkich działań, wycofał się do Kampanii i połączył z wojskami konsulów, a następnie udał się do Brundizjum do Pompejusza. Tam Cezar wysłał do niego legata Gajusza Kaniniusza Rebilusa z propozycją rokowań pokojowych, która została odrzucona. Cezar uznawał Libona za jednego z najbardziej zaufanych współpracowników Pompejusza.
Po przeniesieniu działań do Grecji dowodził razem z Markiem Oktawiuszem flotą liburnijską i achajską, podporządkowaną naczelnemu dowódcy floty Bibulusowi. W imieniu Bibulusa spotkał się z Cezarem, który blokował flotę Pompejusza i dostawy do jego armii stacjonującej w Epirze, w sprawie omówienia warunków rozejmu na czas zimy i również te rozmowy zakończyły się fiaskiem, gdyż Cezar dostrzegł, że mają na celu grę na zwłokę. Wspólnie z Oktawiuszem rozbił na Adriatyku flotę cezarian dowodzoną przez Dolabellę. Na czele 50 okrętów prowadził blokadę portu w Brundizjum, która została przerwana przez Marka Antoniusza.
Po klęsce pod Farsalos i śmierci Pompejusza wrócił do Italii, zapewne wcześniej uzyskał wybaczenie Cezara, gdzie zajął się pisaniem.
Po śmierci Cezara wspierał w walkach nowej wojny domowej swego w tym czasie zięcia Sekstusa Pompejusza, który prowadził działania na Sycylii do 36 p.n.e.. Między innymi dostarczył w lipcu 44 p.n.e. list od Sekstusa do konsulów z propozycją zawarcia pokoju dla wszystkich stron konfliktu. Następnie w 40 p.n.e. rozmawiał z Markiem Antoniuszem w Atenach w sprawie sojuszu z Sekstusem. W pierwszej połowie 39 p.n.e. przybył do Rzymu w celu przygotowania spotkania Oktawiana, Antoniusza i Sekstusa w Misenum oraz uczestniczył w samym spotkaniu jako przyboczny doradca syna Pompejusza Wielkiego. Uzgodnienia przyjęte w Misenum obejmowały m.in. obsadę konsulatów na lata 34–31 p.n.e. Skryboniusz miał sprawować konsulat w 34 p.n.e. razem z Markiem Antoniuszem. Późniejsze wydarzenia, które doprowadziły do zerwania układu z Misenum, postawiły pod znakiem zapytania możliwość pełnienia konsulatu przez pierwszego członka rodu Skryboniuszy Libonów.
Przyłączył się do Marka Antoniusza w 35 p.n.e. w Azji Mniejszej, gdy sytuacja Sekstusa po ewakuacji z Sycylii na Wschód stała się beznadziejna.
W 34 p.n.e. wraz z Markiem Antoniuszem został konsulem.